# Rapersampler
Rapersampler – siódmy album studyjny polskiego rapera Tego Typa Mesa. Wydawnictwo ukazało się 16 marca 2018 roku nakładem wytwórni muzycznej Alkopoligamia.com.

## Lista utworów
Opracowano na podstawie materiału źródłowego.
1. Odporność (gościnnie. Justyna Święs)
2. Krzyczał Na Synka
3. Moda Na Palenie Sziszy
4. Kule z Bukszpanu
5. Nie Bądź Kurwą
6. Zima (gościnnie. Głośny)
7. P1ĘTR0
8. 100 Wwymówek
9. Jeszcze (Flexxip)
10. Po Tę Tu
11. Hołd Up
12. Undergound Poland
13. Dawaj Na Stację
14. Nie Bujaj Się Na Krześle
15. Wyględów
16. Rudy Kurniawan